# Эрменгер
Эрменге́р (Эрменга́р; лат. Irmingarius, фр. Ermenguer; умер не ранее 813) — первый известный из исторических источников граф Ампурьяса (упоминается в 812 и 813 годах).

## Биография

Графства Испанской марки в начале IX века

Происхождение Эрменгера точно неизвестно. Предполагается, что он был знатным готом из Септимании, одним из тех, на которых император Карл Великий и его сын, король Аквитании Людовик I Благочестивый, в начале IX века возлагали управление пограничными с владениями мусульман областями Франкского государства. Вероятно, Эрменгер был первым графом Ампурьяса, получившим это графство сразу же после его выделения из графства Жирона.
Эрменгер впервые упоминается как граф Ампурьяса в хартии Карла Великого, датированной 2 апреля 812 года. В этом документе император приказывал прибывшим к его двору в Ахене графам Септимании и Испанской марки прекратить притеснения готских переселенцев из Испании, снизить налагаемые на них государственные налоги и отказаться от практики захватов принадлежавших им земель. Контроль за выполнением этого указа Карл Великий возлагал на короля Аквитании и на архиепископа Арля Иоанна II. Впоследствии, хартии в поддержку этих переселенцев давал и император Людовик Благочестивый (в 815 и 816 годах).
В 813 году граф Эрменгер упоминается как командующий франкским флотом, боровшимся с мусульманскими пиратами на Средиземном море. Согласно свидетельству «Анналов королевства франков», Эрменгер устроил засаду на острове Мальорка, в которую попал флот мавров, до этого разграбивший Корсику. В бою с мусульманами франки одержали победу, захватили восемь пиратских кораблей и освободили более пятисот пленных христиан. Однако, в ответ на эту победу христиан мавры в том же году совершили новое нападение на средиземноморское побережье Франкского государства, во время которого разорили города Ницца и Чивитавеккья, но на Сардинии потерпели поражение от местного ополчения. Попытка императора Карла Великого привлечь к совместной борьбе с мусульманскими пиратами византийского патрикия Сицилии завершилась безрезультатно.
Точная дата и обстоятельства потери Эрменгером графства Ампурьяс неизвестны. В 817 году правителем этого графства уже называется граф Руссильона Госельм. Предполагается, что Ампурьяс перешёл к нему или после смерти графа Эрменгера, или в результате реорганизации графств Испанской марки, осуществлённой императором Людовиком I Благочестивым.